# Aldeias Altas
Aldeias Altas es un municipio brasilero del estado del Maranhão. Se localiza en la microrregión de Coelho Neto, mesorregión del Este Maranhense. Su población es de 21 645 habitantes (2007). Su superficie es de 1951 km². Fue creado en 1961.